# Kuikkalampi (sjö i Lappland)
Kuikkalampi är en sjö i Finland. Den ligger i kommunen Sodankylä i landskapet Lappland, i den norra delen av landet, 800 km norr om huvudstaden Helsingfors. Kuikkalampi ligger 225,3 meter över havet. Arean är 14 hektar och strandlinjen är 1,74 kilometer lång. Sjön  ingår i Kemi älvs huvudavrinningsområde. 